# Ельбе (Нижня Саксонія)
Ельбе (нім. Elbe) — громада в Німеччині, розташована в землі Нижня Саксонія. Входить до складу району Вольфенбюттель. Складова частина об'єднання громад Баддекенштедт.
Площа — 16,71 км2. Населення становить 1529 ос. (станом на 31 грудня 2021).